# جدعون آدامز
جدعون آدامز هو سياسي كندي، ولد في 11 فبراير 1755، وتوفي في 20 يونيو 1834 في كندا.